# Wargacz merula
Wargacz merula (Labrus merula) – gatunek ryby z rodziny wargaczowatych (Labridae).

## Występowanie
Występuje w północnym Atlantyku od Portugalii do Maroka, Senegalu, Morze Śródziemne.
Ryba żyjąca na płyciznach w pobliżu skalistych urwisk i na łąkach trawy morskiej, na  głębokości od 2 do 50 m. 

## Charakterystyka
Ciało wydłużone o krótkim pysku i stosunkowo małej głowie. Bardzo mały otwór gębowy z grubymi, mięsistymi wargami. Szczęki daleko wysuwalne na każdej z nich uzębienie w postaci rzędu stożkowatych zębów, kość podniebienia bezzębna, natomiast dolna kości gardłowe zrośnięte w silną płytkę żującą. Łuski dobrze widoczne, jednak stosunkowo małe, wzdłuż  linii bocznej od 40-48 łusek przebiegających równolegle do linii grzbietu. Płetwa grzbietowe długa, niepodzielona podparta 17–19 twardymi i 11–14 miękkimi promieniami. Płetwa odbytowa podparta 3 twardymi i 8–12 miękkimi promieniami. Płetwa ogonowa z wyraźnym wcięciem w środkowej części.
Ubarwienie zmienne. Przeważnie oliwkowe lub niebieskoszare, czasami z niebieskimi plamami na każdej łusce. Płetwy grzbietowa, ogonowa i odbytowa niebiesko obrzeżone. W okresie tarła części niebieskie nabierają intensywnej barwy.
Dorasta maksymalnie do 45 cm. 

## Odżywianie
Odżywia się drobnymi zwierzętami żyjącymi na dnie, jeżowcami, mięczakami, skorupiakami oraz wieloszczetami.

## Rozród
Tarło odbywa się w okresie późnozimowym lub na przedwiośniu. Ikra składana jest na łąkach trawy morskiej, opiekuje się nią samiec.